# Mitsuru Igarashi
Mitsuru Igarashi (五十 嵐充 Igarashi Mitsuru?,  17 de mayo de 1969) es un productor, compositor y arreglista japonés, originario de la ciudad de Yokohama en la Prefectura de Kanagawa. Es principalmente conocido porque fue el líder de la banda japonesa Every Little Thing desde su debut en 1996 hasta el año 2000.
Igarashi puede ser considerado el fundador del grupo japonés Every Little Thing, ya que él fue el que le ofreció a Kaori Mochida e Ichiro Ito a formarlo, ya que conoció a la cantante cuando hacía pruebas probando suerte a ver si conseguía un contrato en Avex y era gran amigo del guitarrista. Tras lanzar tres álbumes de estudio, varios singles y su primera compilación de sencillos, finalmente Igarashi deja Every Little Thing a comienzos del año 2000, para dedicarse a producir otros artistas.
Comenzó a trabajar produciendo algunos sencillos para la banda dream, hasta que en el 2001 apadrina musicalmente a la banda day after tomorrow, produciendo cada uno de sus discos. Su estilo musical, catalogado synth pop, fue ampliamente criticado, ya sea porque la música de day after tomorrow era extremadamente similar a sus anteriores trabajos con Every Little Thing, así como también que era un estilo cada vez menos comercial y más anticuado.
Hasta el 2005 produjo los lanzamientos de day after tomorrow, y no se supo nada de él hasta tres años más tarde, cuando el 2008 se une a la nueva banda de rock RUSHMORE como su productor.

## Artistas relacionados
Artistas para los que Igarashi ha colaborado con composiciones, producciones, etc.
- Every Little Thing
- day after tomorrow
- dream
- Rie Ōhashi
- Megumi Okina
- MAX
- Ayumi Hamasaki
- Arisa Mizuki
- RUSHMORE